# Le Pétomane (film)
Cet article concerne le film. Pour Joseph Pujol, voir Le Pétomane.
Pour plus de détails, voir Fiche technique et Distribution.
Le Pétomane (Il petomane) est un film italien réalisé par Pasquale Festa Campanile, sorti en 1983.
Le film s'appuie sur la vie du fantaisiste français Joseph Pujol, plus connu comme « Le Pétomane », avec néanmoins de nombreuses libertés par rapport au personnage qui a réellement existé.

## Synopsis
Les exhibitions de Joseph Pujol sont vues par certains comme un outrage aux bonnes mœurs : il est agressé à l'entrée du Moulin Rouge et il est assigné en justice, son procès faisant même des remous au parlement. Par ailleurs, il aime, en cachette de sa femme, Catherine à qui il essaye de cacher son activité. Il démasque une certaine « Madame Pétomane », dont les flatulences proviennent en fait de trompettes.
Son succès est tel qu'il en vient à se produire devant des ambassadeurs au palais de l'Élysée. Ceux-ci rient quand il reproduit l'hymne national des autres pays en pétant, mais sont indignés quand il s'agit de leur propre hymne national. Le film se conclut sur l'entrée dans la Première Guerre mondiale, suggérant qu'il pourrait en être la cause.

## Fiche technique
- Titre français : Le Pétomane[1]
- Titre original italien : Il petomane
- Réalisation : Pasquale Festa Campanile
- Scénario : Leonardo Benvenuti, Piero De Bernardi et Enrico Medioli
- Photographie : Alfio Contini
- Musique : Carlo Rustichelli et Paolo Rustichelli
- Société de production : Filmauro
- Pays de production :  Italie
- Genre : Comédie
- Date de sortie :
  - Italie : 28 octobre 1983
  - France : 6 mai 1987[1]

## Distribution
- Ugo Tognazzi : Joseph Pujol
- Mariangela Melato : Catherine Dumurier
- Ricky Tognazzi : Michel Pujol
- Gianmarco Tognazzi : Lucien Pujol
- Flavio Colusso : Antoine Pujol
- Stefano Roffi : Marc Pujol
- Giovanni Grimaldi : Louis Pujol
- Giuliana Calandra : Giulia Pujol
- Vittorio Caprioli : Pitalugue
- Peter Berling : Charles Zidler
- Adriana Innocenti : la fausse pétomane
- Anna Maria Gherardi : Misia Edwards
- Sergio Solli : Montesquieu
- Felice Andreasi : l'avocat Mercier
- Roberto Antonelli (it) : l'avocat Constantin
- Massimo Sarchielli : le procureur de la République
- Roberto Della Casa : le greffier
- Pietro Nuti : le président de la Cour
- Enzo Robutti : le juge d'instruction
- Sergio Rossi : Guillaume II d'Allemagne
- Filippo De Gara : Arnold Schönberg
- Pietro Tordi : le Prince d'Orléans
- Riccardo Parisio Perotti : le Marquis de la Tour d'Azir
- Gianni Franco : Sam
- Nicoletta Piersanti : la dame qui s'évanouit
- Adriana Asti